# Richards' jufferduif
De Richards' jufferduif (Ptilinopus richardsii) is een vogel uit de familie Columbidae (duiven). Deze vogel is genoemd naar de ontdekker, de Britse marine-hydrograaf en verzamelaar G.E. Richards (1852-1927).

## Verspreiding en leefgebied
Deze soort is endemisch op de Salomonseilanden en telt twee ondersoorten:
- P. r. richardsii: Ugi en Santa Anna (zuidoostelijke Salomonseilanden).
- P. r. cyanopterus: Rennell en Bellona (zuidelijke Salomonseilanden).

## Status
De grootte van de populatie is in 2019 geschat op 3.300-11.500 volwassen vogels. Op de Rode lijst van de IUCN heeft deze soort de status niet bedreigd.